# Paso Doble (Band)
Paso Doble ist eine Band der Neuen Deutschen Welle, die 1983 von dem Komponisten, Musikproduzenten und Keyboarder Frank Oberpichler, geb. Hieber (* 9. Mai 1957 in Paderborn) und der Sängerin Rale Oberpichler (* 14. Dezember 1952 in Pinneberg) gegründet wurde. Benannt ist das musikalische Duo nach dem spanisch-lateinamerikanischen Tanz Paso Doble (deutsch: „Doppelschritt“).
Nach der Mitwirkung und Produktion mehrerer musikalischer Projekte zur Zeit der Neuen Deutschen Welle wurden sie mit den eigenen Hits Computerliebe und Herz an Herz unter dem Namen Paso Doble bekannt.

## Bandgeschichte
Rale Oberpichler war vor der Bandgründung als Backgroundsängerin unter anderem für Udo Lindenberg und Marius Müller-Westernhagen tätig, außerdem hatte sie erfolgreich mit Rolf Zuckowski zusammengearbeitet. Sie verkörperte die Vogelmama in seiner Vogelhochzeit (1977). Frank Hieber war bereits als Produzent und Komponist erfolgreich: Der zusammen mit Peter Schilling aufgenommene Titel Major Tom (völlig losgelöst) war 1983 für acht Wochen auf Platz eins der deutschen Singlecharts und die meistverkaufte Single des Jahres.
Paso Dobles erste Single Computerliebe konnte sich 1985 für mehrere Wochen lang in den Top 20 halten – zu einem Zeitpunkt, als die Neue Deutsche Welle schon fast abgeklungen war. Das darauf folgende Album und die gleichnamige Single Fantasie konnten diesen Erfolg jedoch nicht wiederholen, ebenso wenig die Single Herz an Herz, obwohl sie sich immer noch in den unteren Bereichen der Charts platzieren konnte. Im folgenden Jahr wurde die Band mit der Goldenen Stimmgabel ausgezeichnet und gewann in der ZDF-Hitparade. Dabei gehörten Paso Doble zu den wenigen Künstlern, die bei ihren Auftritten eine ausgeklügelte Choreographie vorweisen konnten.
Frank Hieber (heute Oberpichler) arbeitete in der Folge wieder als Keyboarder, unter anderem für Rolf Zuckowski, Stefan Waggershausen, Rio Reiser, schrieb eine Komposition für Juliane Werding sowie zahlreiche Songs für Blümchen. Blümchens Coverversion von Herz an Herz erreichte 1996 Platz vier der deutschen Charts, blieb sieben Wochen in den Top Ten und wurde mit einer Goldenen Schallplatte ausgezeichnet. Mit Rolf Zuckowski entstanden in den 1990er Jahren Rales Musikmärchen.
1995 wurde der Refrain des Liedes Computerliebe von der Danceband Das Modul gecovert und war erneut in den deutschen Top Ten vertreten. Daraufhin entstand in Zusammenarbeit mit dem Produzenten Felix Gauder die Single Allein im All.
Ab 2004 kam es wieder zu verstärkten Bühnenaktivitäten und Paso Doble veröffentlichten 2005 ihre nächste Single Message Angekommen. 2006 erschien mit Versunkener Schatz das zweite bis dato unveröffentlichte Album mit den Stücken Herz an Herz und Magische Nacht. 2008 veröffentlichten Paso Doble mit Hautnah ein weiteres Album, das neben einigen Remakes auch einige Live-Versionen älterer Stücke enthält.
2012 erschien mit 30 Jahre NDW ein Jubiläumsalbum für die Neue Deutsche Welle auf dem Zahlreiche Klassiker von Paso Doble gecovert wurden. An einigen der Stücken hatten sie sogar selber als Produzenten mitgewirkt.
Anschließend unternahmen sie eine bemerkenswerte Kammer-Musical-Tournee, in der sie ihre sonst auf Synthesizer-Arrangements fußenden Stücke zu zweit klassisch vortrugen. Rale Oberpichler sang die Stücke, während Frank Oberpichler die Klavierbegleitung spielte. Mitschnitte wurden auf dem offiziellen Youtube-Kanal zur Verfügung gestellt.
Im ausgehenden Jahrzehnt kam es zur Zusammenarbeit mit dem Musikproduzenten DJKC alias Kai Soffel. 2020 erfolgten mit Kleine Killer 2020 und dem Vorweihnachts-Song Season Song (zünd dein Licht an) bereits zwei Single-Veröffentlichungen. 2021 erschien das neue Album Urknall, ebenfalls unter der Mitwirkung des Produzenten DJKC. Am 15. März 2024 veröffentlichten Paso Doble mit Computerlove auf ihrem YouTube-Kanal eine englischsprachige Version von Computerliebe.

## Privates
Frank und Rale Oberpichler sind verheiratet und haben eine gemeinsame Tochter.

## Diskografie

### Alben
- 1985: Fantasie (1997: Neuauflage unter dem Titel Computerliebe)
- 2006: Versunkener Schatz (nur als Download)
- 2008: Hautnah (nur als Download)
- 2012: 30 Jahre NDW
- 2021: Urknall (mit DJKC)

### Singles
- 1984: Computerliebe (Die Module spielen verrückt)
- 1985: Fantasie
- 1985: Herz an Herz
- 1986: Magische Nacht
- 1996: Allein im All
- 2005: Message angekommen!
- 2017: Computerliebe 2K17
- 2020: Kleine Killer 2020 (mit DJKC)
- 2020: Season Song (mit DJKC)